# Дерби дел Соле
Дерби дел Соле (на италиански: Derby del Sole) е името на футболното дерби между отборите на Рома и Наполи. В буквален превод означава Слънчево дерби. Среща се и названието Южното дерби, но различните медии наричат Южно дерби различни мачове - между Рома и Наполи, Наполи и Палермо, Лече и Палермо, Катания и Реджина и др. Най-оспорваните мачове се състоят през 70-те и 80-те години на 20 век, когато двата отбора са играли едни от най-успешните сезони в историята си. Най-голямата победа на Рома е с 8:0 през 1959 г., а на Наполи - с 4:0 през 1971 и 1980 г.
|             | Общо мачове | 0Рома0 | Равенства | 0Наполи0 |
| Серия А     | 125         | 43     | 46        | 36       |
| Копа Италия | 14          | 9      | 2         | 3        |
| Общо        | 139         | 52     | 48        | 39       |